# 2010: Odyseja kosmiczna (powieść)
2010: Odyseja kosmiczna (tyt. oryg. 2010: Odyssey Two) – powieść fantastycznonaukowa Arthura C. Clarke’a, na podstawie której powstał amerykański fantastycznonaukowy film fabularny 2010: Odyseja kosmiczna w reżyserii Petera Hyamsa. Jest drugą częścią cyklu Odyseja kosmiczna.

## Fabuła
Akcja opowieści rozpoczyna się dziewięć lat po wydarzeniach 2001: Odysei kosmicznej. W celu odzyskania danych, jakie zebrał statek kosmiczny Discovery, a także ustalenia przyczyn usterki komputera pokładowego HAL 9000, wyrusza w kierunku Jowisza dowodzony przez Rosjan pojazd kosmiczny Leonow, na którego pokładzie znajdują się również naukowcy amerykańscy.

## Porównanie z ekranizacją
W filmie nie ma ekspedycji chińskiego statku kosmicznego Tsien, którego załoga po wylądowaniu na księżycu Jowisza, Europie, odkrywa pozaziemskie życie, lecz zostaje zniszczona przez tajemniczą roślinopodobną istotę zamieszkałą na tym globie.

## Wyróżnienia
Powieść została nominowana do nagrody Hugo w 1983 roku.

## Odbiór
Książkę zrecenzował Krzysztof Sokołowski dla "Fantastyki" (6/83, s. 49). 